# Colnarji
Colnarji este o localitate din comuna Kostel, Slovenia, cu o populație de 11 locuitori.